# Nectopsyche cubana
Nectopsyche cubana är en nattsländeart som först beskrevs av Banks 1938.  Nectopsyche cubana ingår i släktet Nectopsyche och familjen långhornssländor. Inga underarter finns listade i Catalogue of Life.